# Solon Springs (Wisconsin)
Solon Springs es una villa ubicada en el condado de Douglas en el estado estadounidense de Wisconsin. En el Censo de 2010 tenía una población de 600 habitantes y una densidad poblacional de 100,81 personas por km².

## Geografía
Solon Springs se encuentra ubicada en las coordenadas 46°20′53″N 91°49′46″O / 46.34806, -91.82944. Según la Oficina del Censo de los Estados Unidos, Solon Springs tiene una superficie total de 5.95 km², de la cual 4.06 km² corresponden a tierra firme y (31.85%) 1.9 km² es agua.

## Demografía
Según el censo de 2010, había 600 personas residiendo en Solon Springs. La densidad de población era de 100,81 hab./km². De los 600 habitantes, Solon Springs estaba compuesto por el 97.5% blancos, el 0.17% eran afroamericanos, el 1.33% eran amerindios, el 0% eran asiáticos, el 0% eran isleños del Pacífico, el 0% eran de otras razas y el 1% pertenecían a dos o más razas. Del total de la población el 0.67% eran hispanos o latinos de cualquier raza.